# Tony Hayward

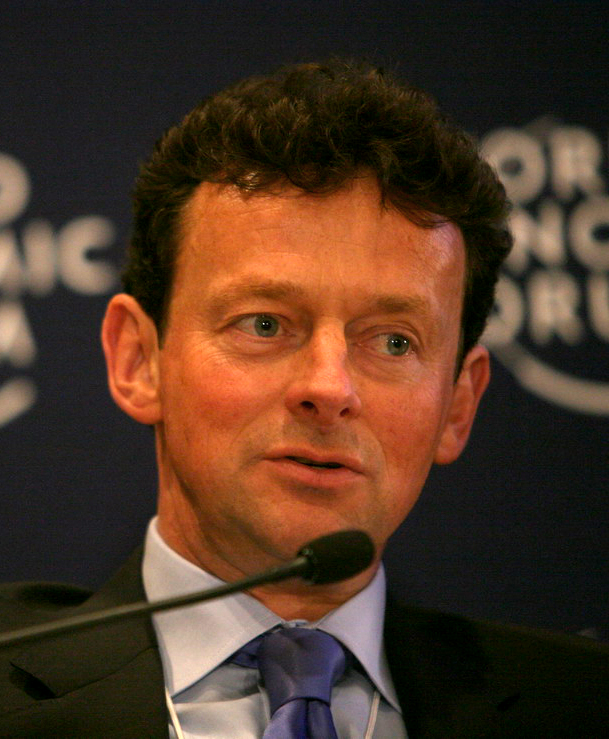
Tony Hayward (2008)

Anthony Bryan Hayward (* 21. Mai 1957 in Slough, Vereinigtes Königreich) ist ein britischer Geologe und Manager. Am 1. Mai 2007 trat er die Nachfolge von John Browne, Baron Browne of Madingley als Vorstandsvorsitzender (CEO) des Öl- und Energiekonzerns BP p.l.c. an. In diese Zeit fiel die Ölkatastrophe im Golf von Mexiko 2010, für die er sich vor einem Ausschuss des US-Kongresses erklären musste. Hayward trat zum 1. Oktober 2010 als CEO zurück. Von 2013 bis 2021 war er Präsident des Verwaltungsrats des Rohstoff- und Bergbaukonzerns Glencore.

## Leben und Karriere
Hayward hat einen Abschluss ersten Grades in Geologie an der Aston University in Birmingham gefolgt von einem PhD der University of Edinburgh. Er schloss sich BP im Jahre 1982 an, wo er zunächst als Bohrtechnik-Geologe in Aberdeen arbeitete. Durch eine Reihe technischer und kommerzieller Führungsrollen in London, Aberdeen, Frankreich, China und Glasgow stieg er rapide auf. Während einer Konferenz der Konzernführung im Jahre 1990 in Phoenix, Arizona erregte er die Aufmerksamkeit von Lord Browne. Infolgedessen wurde er Brownes Vorstandsassistent.
1992 zog Hayward als Forschungsleiter nach Kolumbien, wo er Präsident der BP-Abläufe in Venezuela im Jahre 1995 wurde. Im August 1997 kehrte er als Direktor der BP-Forschungsabteilung nach London zurück. Er wurde Gruppenvizepräsident der BP Amoco-Forschung und Produktion sowie 1999 Mitglied des Upstream executive committee von BP.
Hayward wurde im September 2000 zum Finanzvorstand der BP-Group ernannt, wodurch er die Zuständigkeit für den globalen operativen Finanzmarkt, Wechselkursoperationen, Projektfinanzierungen, Firmenakquisitionen und -zusammenschlüsse erhielt. Im April 2002 stieg er zum stellvertretenden Generaldirektor auf und übernahm im Januar 2003 die Zuständigkeit für Exploration und Produktion.
2009 wurde Hayward der Ehrendoktortitel der Wissenschaften von der Universität Edinburgh verliehen.

### Nachfolger von Lord Browne
Vor dem Hintergrund der Sicherheits- und daraus resultierenden Produktionsfehler in Alaska und dem Bericht der Explosion einer Raffinerie in Texas City, bei der 15 Menschen getötet und mehr als 170 verletzt worden waren, trieb Peter Sutherland, Aufsichtsratsvorsitzender von BP, den Ersatz von Lord Browne voran und verlegte den Zeitplan von Ende 2008 (Browne wäre dann 60 gewesen, und könnte laut BP-Regeln nominell dazu gezwungen werden, zurückzutreten) auf den Juli 2007. Hayward, der sowohl intern als auch von Medienkommentatoren als Nachfolger gehandelt wurde, kam an die Macht, seine Konkurrenten waren Bob Dudley, damaliger CEO von TNK-BP, und John Manzoni, damals Leiter der Raffinierung und des Marketings von BP.
Am 18. Dezember 2006 kritisierte Hayward bei einem Vortrag auf einer Mitarbeiterversammlung in der US-Zentrale im Westlake Park bei Houston die Unternehmenskultur: „We have a leadership style that is too directive and doesn't listen sufficiently well. The top of the organisation doesn't listen sufficiently to what the bottom is saying.“ („Unser Führungsstil ist zu bestimmend und er hört zu wenig auf andere. Die Organisationsspitze hört zu wenig auf das, was die Basis sagt.“) In derselben Rede warnte er davor, sich zu sehr auf die Kette von Problemen in den USA (wie die Explosion in Texas City, Hurrikane und Probleme mit Pipelines in Alaska) zu versteifen, die Firma sei in großartiger Verfassung und die Strategie intakt und ertragreich. Auf die Frage, ob BP angesichts der durch den Hurrikan Dennis verursachten Schäden jemals wieder eine Bohrinsel von den Dimensionen der Plattform Thunder Horse errichten solle, antwortete er: „BP makes its money by living on the edge of technology [and] by doing big things. Everyone else can do the easy stuff.“ („BP verdient sein Geld damit, die Grenzen der Technologie auszureizen [und] das große Rad zu drehen. Einfache Sachen kann jeder machen“).
Am 12. Januar 2007 wurde verkündet, dass Hayward Lord Browne als BP Chief Executive ablösen würde. In Vorbereitung dieses Führungswechsels wurde Andy Inglis am 3. Februar zum Geschäftsleiter der Forschungs- und Entwicklungsgruppe von BP ernannt.
Lord Browne trat aus persönlichen Gründen überraschend zum 1. Mai 2007 vorzeitig zurück und Hayward wurde mit sofortiger Wirkung zum Chief Executive Officer berufen und erhielt ein jährliches Gehalt von £998,000. Im Jahre 2008 betrug seine Prämie £1,496,000.

### Verhandlungen mit Igor Setschin
Im Jahre 2008 hielt Tony Hayward private Treffen mit Igor Setschin, einer führenden Person des russischen Militärs und der Sicherheitsbehörden, ab. Es wurde über BP-Geschäfte mit Russland verhandelt.

### Ölpest im Golf von Mexiko 2010
Am 20. April 2010 ereignete sich eine Explosion auf der von Transocean im Auftrag von BP betriebenen Ölbohrplattform Deepwater Horizon. Elf Menschen wurden infolge der Explosion getötet und aus den beschädigten Rohren begannen täglich ca. 5.000 bis 100.000 Barrel Öl in den Golf von Mexiko zu fließen. Anfangs spielten Hayward und BP im Allgemeinen den Ölfleck herunter. Am 17. Mai 2010 gaben sie an, dass der Einfluss auf die Umwelt höchstwahrscheinlich klein und unbedeutend ausfallen würde und bezeichneten den Ölfleck als „ziemlich winzig im Vergleich zum Ozean“. Am 27. Mai hatte Hayward seine Ansichten offensichtlich geändert und nannte den Ausfluss in einem Interview mit CNN eine „Umweltkatastrophe“.
Hayward gab an, dass sein Job durch die Ölkatastrophe womöglich gefährdet sei. („Wir haben früher ein paar kleine Fehler gemacht.“) Hayward wurde wegen verschiedenster Aussagen kritisiert, die er während der Ölkatastrophe gemacht hatte, unter anderem sagte er einem Kameramann während eines Fototermins an den Küsten von Louisiana: „Geh weg von hier“.  Am 30. Mai erzählte Hayward einem Reporter ”There's no one who wants this thing over more than I do, I'd like my life back.“ („Es gibt niemanden, der sich stärker wünscht, dass diese Ölkatastrophe ein Ende findet, als ich. Ich will mein altes Leben zurück.“) Später entschuldigte er sich für seine Äußerung auf der Facebook-Seite von BP America. Hayward wurde für seine Kommentare auf breiter Front kritisiert und der Kongressabgeordnete Charlie Melancon (D-La.) forderte Hayward angesichts dieser Kommentare auf zurückzutreten.
Am 31. Mai bestritt Hayward die Behauptung von Wissenschaftlern dreier Universitäten, dass sich im Golf große Ölschwaden befänden. Hayward gab an, dass es „keine Beweise“ dafür gebe, dass Ölschwaden unter der Meeresoberfläche vorhanden seien und dass gesichtete Ölschwaden, da sie leichter sind als Wasser, an die Oberfläche steigen werden. Ein Chemiker der Louisiana State University stimmte dieser Feststellung zu. Des Weiteren schlugen andere Wissenschaftler vor, dass die Art des Ausschlusses des Öls aus der Senke komme und daher die Benutzung von Dispergenzien zum Emulgieren geführt haben könnte, wobei das Öl für einige Zeit im Wasser schwebt.
Am 5. Juni berichtete der Daily Telegraph, dass Hayward einen Monat vor der Explosion der Ölbohrplattform „Deepwater Horizon“, schätzungsweise ein Drittel seiner BP-Aktien verkauft hatte. Die Aktien verloren daraufhin 30 % an Wert, obwohl der Telegraph angab, dass „es keine Anzeichen gibt, dass er unangemessen oder im Wissen, dass sich das Unternehmen auf dem direkten Weg zu ihrem größten Rückschlag in ihrer Geschichte befand, gehandelt habe.“
Am 27. Juli 2010 gab BP den Rücktritt Haywards als Vorstandsvorsitzender zum 1. Oktober bekannt; sein Nachfolger ist der  Amerikaner Bob Dudley.

### Glencore Xstrata
Im April 2011 wurde Hayward in den Verwaltungsrat des Rohstoffkonzerns Glencore gewählt und nach dessen Fusion mit Xstrata im Mai 2013 und der Abberufung des bisherigen Verwaltungsratspräsidenten übernahm er dieses Amt. Per Ende Juli 2021 trat Hayward zurück, Nachfolger wurde Kalidas Madhavpeddi.

### Andere Positionen
Hayward war von 2000 bis 2003 Mitglied des Citibank-Beirates sowie von 2002 bis 2009 eigenständiges Aufsichtsratsmitglied der Corus Group und Aufsichtsratsmitglied bei Tata Steel. Hayward wurde im September 2005 zum Begleiter des Chartered Management Institute.

### Persönliches Leben
Hayward ist verheiratet und hat zwei Kinder. Er lebt in der Nähe von Sevenoaks, Kent.